# Oss

Herb miasta Oss - wersja z 1817 roku.

Oss – miasto w środkowej Holandii, w prowincji Brabancja Północna. Obszar miasta liczący 104,42 km² zamieszkiwało w 2022 roku 94 387 osób.
Pierwszy raz o mieście wspomniał papież Aleksander II 6 maja 1069 roku. Księżna Johanna van Brabant nadała Oss prawa miejskie w 1399 roku.
Miasto jest siedzibą klubu piłkarskiego TOP Oss oraz miejscem urodzin napastnika piłkarskiej reprezentacji Holandii Ruuda van Nistelrooya.
W mieście rozwinął się przemysł farmaceutyczny, włókienniczy oraz mięsny.
W mieście jest stacja kolejowa Oss.